# Коста Рика
Коста Рика (на испански: Costa Rica, в превод богато крайбрежие), официално Република Коста Рика (на испански: República de Costa Rica) е държава в Централна Америка, граничеща на север с Никарагуа, на югоизток с Панама, на югозапад с Тихия океан, на североизток с Карибско море и Еквадор на юг от остров Кокос. Известна е като една от 22-те страни в света, които не разполагат със собствени въоръжени сили. Коста Рика премахва въоръжените си сили през 1949 г. Столица и най-голям град на Коста Рика е Сан Хосе.
Тя има население от около 5 милиона с площ от 51 060 квадратни километра (19 714 квадратни мили). Столица и най-голям град на Коста Рика е Сан Хосе, където живеят около 333 980 души и около 2 милиона души с околностите на столичния район.
Суверенната държава Коста Рика е единна президентска конституционна република. Известна е с дългогодишната си и стабилна демокрация, както и със своята високо образована работна сила, повечето от които говорят английски. Страната изразходва приблизително 6,9% от бюджета си (2016 г.) за образование, в сравнение със средната стойност в световен мащаб от 4,4%. Нейната икономика, някога силно зависима от селското стопанство, е диверсифицирана и включва сектори като финанси, корпоративни услуги за чуждестранни компании, фармацевтични продукти и екотуризъм. Много чуждестранни компании за производство и услуги действат в зоните за свободна търговия в Коста Рика, където се възползват от инвестиционни и данъчни стимули.
През 2017 г. Коста Рика е изправена пред криза на ликвидност на пазара поради нарастващия дълг и бюджетен дефицит. До август 2017 г. Министерството на финансите изпитва затруднения с изплащането на задълженията си. Други предизвикателства, пред които е изправена страната в опитите ѝ да подобри икономиката чрез увеличаване на чуждестранните инвестиции, включват лоша инфраструктура и необходимост от подобряване на ефективността на публичния сектор.
Коста Рика е рядко заселена от коренно население преди идването на испанското управление през XVI век. Тя остава периферна колония на империята до независимостта си като част от Първа мексиканска империя, последвана от членство в Съединените провинции на Централна Америка, от които официално обявява независимост през 1847 г. От тогава Коста Рика остава сред най-стабилните, проспериращи нации в Латинска Америка.
Страната постоянно се представя благоприятно в Индекса на човешкото развитие (ИЧР), бидейки на 69-о място в света през 2015 г., сред най-високите в Латинска Америка. Програмата за развитие на Организацията на обединените нации също така посочва, че Коста Рика постига много по-висок индекс на човешко развитие от други страни с еднакви равнища на доходи, по-добър от средния за региона.
Коста Рика също има прогресивни екологични политики. Това е единствената страна, която отговаря на всичките пет критерии на Програмата за развитие на Организацията на обединените нации, определени за измерване на екологичната устойчивост. Класирана е на 42-рото място в света и на трето място в Америка, в Индекса за екологична ефективност за 2016 г. Два пъти е класирана като най-добре представящата се страна в индекса на щастие на Нова икономическа фондация, който измерва устойчивостта на околната среда и е идентифицирана от като най-зелената страна в света през 2009 г. Коста Рика планира да стане въглеродно неутрална страна до 2021 г. До 2016 г. 98,1% от електроенергията е генерирана от зелени източници, по-специално хидро, слънчева, геотермална и биомаса.

## История

### Предколумбова история
Историците класифицират коренното население на Коста Рика като част от Междинната зона, където местните култури на Мезоамерика и Андите се припокриват. Колумбийската Коста Рика също е описана като част от Истмо-Колумбия.
Каменните оръдия на труда, най-старото доказателство за човешката дейност в Коста Рика, са свързани с пристигането на различни групи ловци-събирачи около 10 000 до 7 000 години пр.н.е. в долината Туриалба. Наличието на културата Кловис и стрели от Южна Америка отваря възможността в тази област да съществуват едновременно две различни култури.
Селското стопанство става забележимо в популациите, които живеят в Коста Рика преди около 5000 години. Те отглеждат главно клубени и корени. Около първото и второто хилядолетие пр.н.е. вече има селища. Те са малки и разпръснати, въпреки че времето за преход от лов и събиране към селското стопанство като основен поминък на територията все още не е известно.
Най-ранната употреба на керамика се появява около 2000 до 3000 г. пр.н.е. Открити са парчета от саксии, цилиндрични вази, плочи, кратуни и други форми на украсени вази, някои с форми на животни.
Влиянието на коренното население върху съвременната костариканска култура е сравнително малко в сравнение с други нации, тъй като в страната липсва силна родна цивилизация. По-голямата част от местното население е погълнато от испаноезичното колониално общество чрез брак, с изключение на някои малки останки, най-значимите от които са племената Брибри и Борука, които все още обитават планините на Кордилера де Таламанка, в югоизточната част на Коста Рика, близо до границата с Панама.

### Испанска колонизация
Името Ла Коста Рика, което означава „богатото крайбрежие“ на испански език, е представено според някои източници първо от Христофор Колумб, който плава до източните брегове на Коста Рика по време на последното си пътуване през 1502 г. и съобщава за огромни количества златни бижута, носени от местните жители. Името може да идва от конкистадора Гил Гонсалес де Авила, който акостира на западния бряг през 1522 г., среща местните жители и присвоява част от златото им.
През по-голямата част от колониалния период Коста Рика е най-южната провинция на Генералното капитанство на Гватемала, номинална част от Нова Испания. На практика Генералното капитанство е автономна единица в рамките на Испанската империя. Коста Рика се превръща в беден, изолиран и рядко населен район в рамките на Испанската империя и е описана като „най-бедната и най-нещастната испанска колония в цяла Америка“ от испанския губернатор през 1719 г.
Друг важен фактор за бедността в Коста Рика е липсата на значително коренно население, достъпно за принудителен труд, което означава, че повечето от костариканските заселници трябва да работят на собствената си земя, предотвратявайки създаването на големи хасиенди и плантации. Поради всички тези причини Коста Рика като цяло е недооценена и пренебрегвана от испанската корона и оставена да се развива самостоятелно. Смята се, че обстоятелствата през този период довеждат до много от особеностите, с които Коста Рика става известна, като едновременно с това поставя началото на развитието на Коста Рика като по-егалитарно общество от останалите съседи. Тя се превръща в „селска демокрация“ без потиснати метиси или местни жители. Не след дълго испанските заселници се обръщат към хълмовете, където откриват богата вулканична почва и по-мек климат от низините.

### Независимост
Като останалата част от Централна Америка, Коста Рика никога не се сражава за независимостта си от Испания. На 15 септември 1821, след финалното поражение на Испания в Мексиканската Война за Независимост (1810 – 21), правителството в Гватемала обявява независимостта на цяла Централна Америка. Датата все още се празнува като ден на независимостта в Коста Рика, въпреки че според Испанската Конституция от 1812, която е въведена отново през 1820, Никарагуа и Коста Рика се превръщат в автономна провинция със столица Леон.
След обявяването на независимост, властите са натоварени със задачата да вземат решение за бъдещото развитие на страната. Формират се две групи; Империалистите, подкрепяни от градовете Картаго и Хередиа, се обявяват за идеята за присъдиняване към Мексиканската Империя и Републиканците, представлявани от градовете Сан Хосе и Алахуела, които се обявяват за независимост. Заради липсата на споразумение между двете страни, в страната избухва първата гражданска война. След като Републиканците печелят решаващата битка на Връх Очомого столицата е преместена от Картаго в Сан Хосе.
През 1838, дълго след като Федерална република Централна Америка на практика престава да функционира, Коста Рика се оттегля формално и обявява своята суверенност.

### XX и XXI век
Източните брегове на Коста Рика са открити от Христофор Колумб през 1502 г., докато западните стават достояние за испанските завоеватели едва през 1562 г.
- 1821 – по време на Войната за независимост на испанските колонии в Америка се освобождава от колониална зависимост
- 1823 – влиза във Федерацията на централноамериканските републики
- 1838 – Коста Рика става независима държава. Чрез основаването на United Fruit Company американските монополи контролират и използват икономиката на Коста Рика
- 1941 – Коста Рика се включва във II световна война на страната на антихитлеристката коалиция
- 1948 – в страната се води гражданска война
- 1949 – приета е конституцията
- 1983 – Коста Рика обявява неутралитет към въоръжения конфликт в Централна Америка
- 1986 – за президент е избран Оскар Ариас Санчес, който получава Нобелова награда за мир през 1987 г. за изготвянето и утвърждаването на плана за мир в Централна Америка
- 1991 – президент става Р. А. Калдерон Фурниер
- 2002 – президент става А. Пачеко де ла Есприеля
- 2006 – президент отново става Оскар Ариас Санчес
- 2010 – за президент е избрана (за пръв път в историята на страната) жена – Лаура Чинчиля

Коста Рика е членка на ОАД (от 1948 г.) и на ООН (1945).

## География
Коста Рика е разположена в Централна Америка, на 10° северно от екватора и на 84° западно от Гринуич. Граничи с Карибско море на изток, с Тихия океан на запад, като общата дължина на бреговата линия на страната е 1290 km – 212 km с Карибско море и 1016 km с Тихия океан. Коста Рика граничи също с Никарагуа на север (309 km дължина на границата) и с Панама на юг и югоизток (330 km). Площта на страната е около 51 000 km² плюс 589 000 km² териториални води. 23% от площта на страната е защитена.
Най-високата точка на страната е връх Серо Чирипо, висок 3820 m, който е пети по височина в Централна Америка. Най-високият вулкан в Коста Рика е вулканът Ирасу (3431 m), а най-голямото езеро е езерото Аренал.
Няколко острова също принадлежат на Коста Рика – остров Кокос, разположен на 480 km от брега на страната, с площ 24 km², остров Калеро с площ 151 km² и др.

## Държавно устройство
Коста Рика е република. Глава на държавата и правителството е президент, избиран за 4 години. Законодателната власт принадлежи на Законодателната асамблея от 57 депутати, избирани за 4 години.

## Административно деление
|  | Коста Рика е разделена на 7 провинции, които са допълнително разделени на общо 81 кантона. Провинциите са: 1. Алахуела 2. Картаго 3. Гуанакасте 4. Ередия 5. Лимон 6. Пунтаренас 7. Сан Хосе |

## Население
Населението на страната е 4 195 914 души (2008). Мнозинството от населението са бели – 77%, следват метиси – 17%, чернокожи – 3%, китайци – 1%, индианци – 1% и 1% други.

## Икономика
Страната е считана за икономически стабилна с умерени нива на инфлация, оценена на около 2.6% през 2017 и сравнително високи темпове на рестеж на БВП, който нараства от $41.3 милиарда през 2010 до $52.6 милиарда през 2015. Прогнозирания БВП за 2017 е $61.5 милиарда, докато покупателната способност на населението е $12 382. Растящите дългове и бюджетен дефицит са основните проблеми пред икономиката на страната.
Това е и основната причина големите агенции за кредитен рейтинг да намалят оценката си за нивата на риск за Коста Рика.
Много чуждестранни компании (производство и услуги) оперират в Свободните Търговски Зони на Коста Рика, където могат да се възползват от инвестиционни и данъчни стимули. Над половината от този тип инвестиции идват от САЩ. Според правителството, зоните са подпомогнали за над 82 хиляди директни работни места и 43 хиляди индиректни през 2015.
5.5% от БВП се генерира от агрикултурния сектор, 18.6% от промишления и 75.9% от този на услугите. Агрикултурния сектор осигурява работни места за 12.9% от работната сила на страната, промишлеността 18.57%, а услугите 69.02%. Процента на безработица е сравнително висок за региона (8.2% през 2016 според МФВ). Въпреки че около 20.5% от населението живее под прага на бедността, Коста Рика е сред първите по стандарт на живот в Централна Америка.
Главни експортни култури са кафе, банани, абака (манила), какао, захарна тръстика, цветя, ориз и други. Отглежда се едър рогат добитък, свине, овце и кози. Промишлеността е представена предимно от малки предприятия, 70% от които са специализирани в производството на хранителни стоки, текстил, обувки.

## Транспорт
Жп линии – 950 km; шосета – 26 хил. km, от които 8 хил. km асфалтирани. През страната преминава Панамериканското шосе. Основни морски пристанища – Пуерто Лимон (Карибско море) и Пунтаренас (Тихи океан).